# Sojuz 2
Sojuz 2 è stata una missione priva di equipaggio della navicella spaziale sovietica Sojuz dell'ottobre 1968. Si trattò del decimo volo di una capsula di questo tipo svoltosi all'interno del programma Sojuz. Nel periodo tra la tragedia della Sojuz 1 e la ripresa dei voli con equipaggio (Sojuz 2/Sojuz 3) vennero lanciate delle capsule Sojuz identiche a quelle impegnate per le missioni ufficiali, sempre prive di equipaggio e le denominazioni Cosmos 186, Cosmos 188, Cosmos 212, Cosmos 213 e Cosmos 238. Questi voli furono impiegati per verificare nuovamente le varie componenti che si erano rivelate critiche nel primo volo della Sojuz con equipaggio.
La denominazione Sojuz 2 era originariamente prevista per una missione con equipaggio, che avrebbe dovuto agganciarsi alla Sojuz 1. A causa dei problemi incontrati fin dai momenti iniziali del volo della Sojuz 1, la missione originaria della Sojuz 2 venne completamente cancellata e pertanto non le venne ufficialmente assegnato un numero. Ufficiosamente viene denominata ed indicata come missione Sojuz 2A.

## Missione
La Sojuz 2 venne lanciata il 25 ottobre 1968 per un volo in coppia con la missione Sojuz 3, lanciata il giorno successivo, con equipaggio. Le due navicelle spaziali eseguirono una manovra di rendezvous, governata dal sistema automatico di guida Igla, avvicinandosi fino a circa 200 metri. A questo punto il pilota della Sojuz 3, il cosmonauta Georgij Timofeevič Beregovoj assunse la guida manuale della sua navetta, tentando la manovra di aggancio. A causa di un errore di valutazione dell'obiettivo, nel corso della manovra consumò una quantità eccessiva di carburante, senza peraltro completare l'aggancio.
La Sojuz 2 fece ritorno a Terra il 28 ottobre, dopo tre giorni di volo atterrando a 42 kilometri dal punto di atterraggio stabilito, vicino alla città di Karaganda. Dopo la Sojuz 2, il 30 ottobre 1968 anche la Sojuz 3 atterrò senza problemi nelle terre del Kazakistan.